# Балкантон
Балка́нтон — болгарская звукозаписывающая компания, основанная в 1952 году. Была монополистом на болгарском рынке во время социалистического правления страны с 1950-х по 1989 год. В 1999 году была приватизирована во время правления альянса «Объединённые демократические силы» Болгарии.

## Ранняя история
Звукозаписывающая деятельность в Болгарии начинается в первом десятилетии XX века через представителей крупных западноевропейских компаний «Gramophon Company», «Deutsche Gramophon», «Pathe», «Favorite» и других, которые записывают популярные местные солисты и ансамбли.
В 1931 году певец Альберт Пинкас создал компанию «Лифа Рекорд», которая первоначально записывала музыку на матрицах в Берлине или Бухаресте, и тиражировала граммофонные записи в Софии двумя ручными прессами.
В 1934 году первый болгарский дипломированный пилот майор Симеон Петров (1888—1950) основал в Софии компанию «Симонавия» (название происходит от творческого слияния «Симеон» и «авиция») — Акционерное общество торговли и промышленности с первым заводом с закрытым циклом для записи и производства граммофонных записей. Записи сделаны в киносалонах «Роял» и «Модерн Театр», производственная база находится на бульваре Христо Ботева, 129, а на этикетках написано «Орфей».

## 1944—1989
В конце Второй мировой войны в Болгарии было четыре звукозаписывающие компании: «Лифа Рекорд» (переименована в «Балкан»), «Симонавия» и быстро набирающие популярность «Арфа» и «Микрофон». В 1947 году первые две были национализированы и объединены в Государственную промышленную компанию «Болгария», которая продолжала использовать лейбл «Орфей» и запустила новые — «Балкан» и «Мелодия».
Записи производились в первой специализированной студии в Болгарии, созданной в 1945 году инженером Димитром Кулевым. В 1950 году Управление радио- и радиоинформационной деятельности создало предприятие граммофонной записи «Радиопром». Записи были сделаны в студиях радио «София», и производство было перенесено на слаборазвитое предприятие «Ворошилов». В 1952 году вся индустрия звукозаписи была объединена на заводе «Балкантон», где был полностью замкнутый цикл работы: запись, гальванизация, матрица, печать, печать конверта и т. д.
Почти 40 лет Балкантон оставался крупнейшей звукозаписывающей монополией на внутреннем болгарском рынке. Накапливается огромная библиотека записей фольклора, джаза, классики, болгарской и зарубежной популярной музыки, рок-музыки, электронной музыки, театральных постановок, поэзии, документалистики и других.

## После 1989 года
По приказу министра экономики и планирования Ивана Тенева от 20 марта 1990 года «Балкантон» — София (часть творческого объединения «Орфей») была преобразована в государственную компанию «Музыкально-издательский дом „Балкантон“». Новая компания была зарегистрирована решением Софийского городского суда (ГТК) от 08.05.1991. Целью деятельности является создание, запись и печать художественных, публицистических, научных и других произведений различных звуконосителях и создание печатных работ в области музыки, студийной деятельности населения, деятельности импресарио.

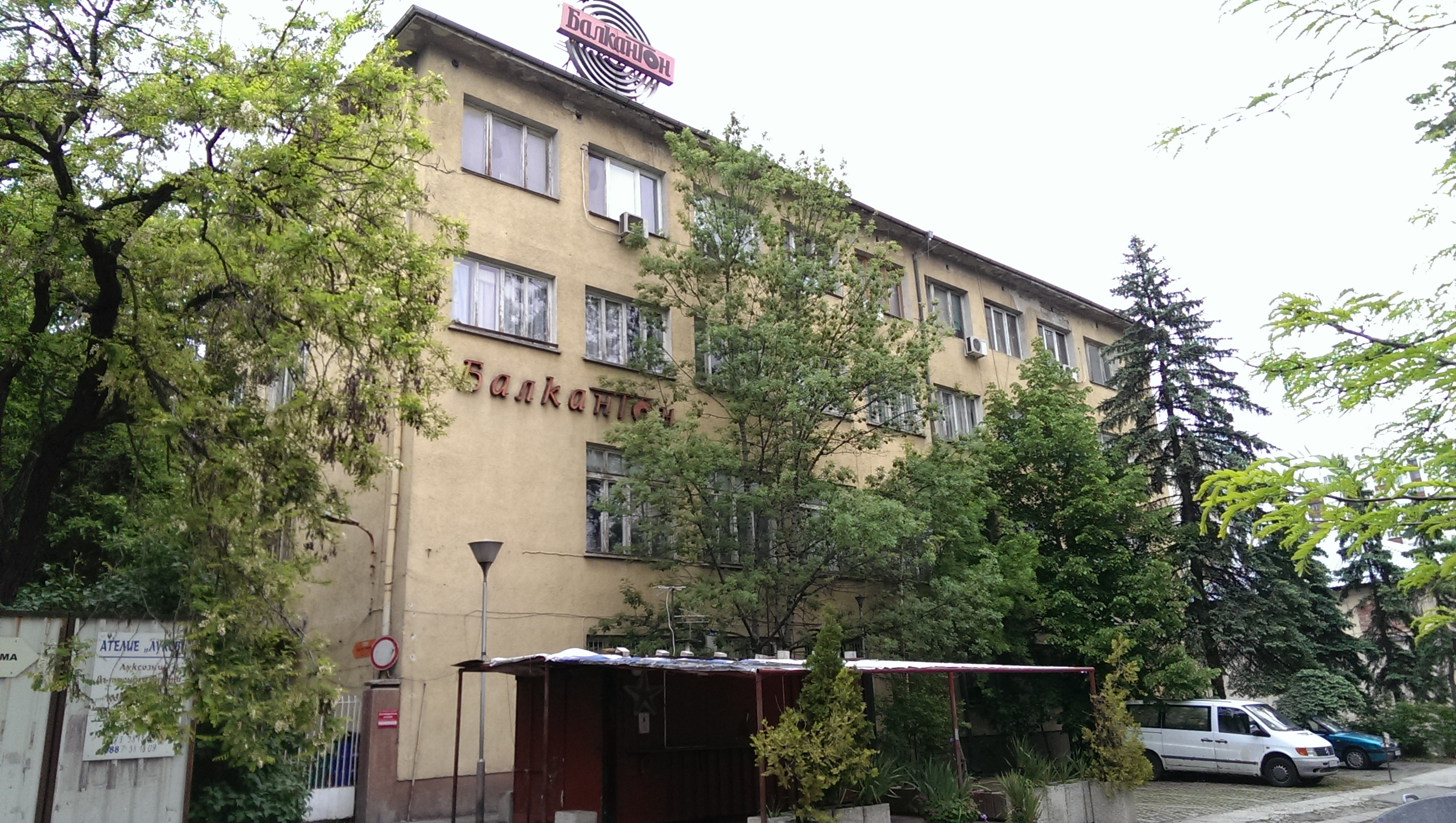
Здание «Балкантона» в 2016 году

По распоряжению министра культуры профессора Георгия Костова от 17 ноября 1995 года государственная компания «Издательский дом „Балкантон“» была преобразована в единственное акционерное общество с государственной собственностью. Регистрация на МИК «Балкантон» ЕАД была проведена Софийским городским судом 5 апреля 1996 года.
Приказом № 12 от 19 марта 1998 года Совета министров компания вошла в собственность министерства промышленности. 2 июля 1998 года министр промышленности Александр Божков сменил руководящие органы компании и назначил в качестве директора Венцислава Божинова.
Приказом от 10 июня 1999 года капитал компании был увеличен по стоимости земли — основного участка компании по ул. Гайдушка Поляна, 6 (район Красно Село) площадью 9200 м².
В деле компании № 6801/1999 Софийского городского суда была зарегистрирована частная акционерная компания «Балкантон-2000», среди акционеров которой выступают певцы и сторонники СДС, такие как Богдана Карадочева и Ивайло Крайчовски.
24 ноября 1999 года Божков продал 75 % акций МИК «Балкантон» ЕАД в «Балкантоне-2000» АД на сумму 135 000 долларов США. Для сравнения — в 2000 году 30-летнюю двухкомнатную квартиру в панельном здании ЖК «Младост» в Софии можно было купить за 13 000 долларов США.
22 октября 2001 года еще 20 % были проданы лицам по чл. 5, ал. 2 ЗППДОбП (то есть управляющему и членам совета директоров). 14 декабря 2001 года последние 5 % акций были проданы «Балкантону-2000» АД.
В соответствии с протоколом от 18 декабря 2001 года общее собрание акционеров «Балкантона-2000» АД вошло в МИК «Балкантон», а акционерный капитал был увеличен до уровня 282 792 именных акций номинальной стоимостью 1 лев.